# Računovodski standard
Računovodski standardi so izpeljava računovodskih načel o metodah zajemanja in obdelovanja računovodskih podatkov, oblikovanja računovodskih informacij ter predstavljanja in shranjevanja računovodskih podatkov in informacij. V Sloveniji obstajajo od pomladi leta 1993 dalje Slovenski računovodski standardi (SRS), ki jih je v začetku sprejela Zveza računovodij, finančnikov in revizorjev Slovenije, sedaj pa je za njihovo oblikovanje in sprejemanje pooblaščen Slovenski inštitut za revizijo, ki pa mora skrbeti, da so domači računovodski standardi usklajeni z nenehnim razvojem mednarodnih računovodskih standardov in smernic Evropske Unije.